# Ricardo Appelman
Ricardo Appelman (21 februari 1977) is een voormalige Nederlandse voetballer en voetbaltrainer die bij voorkeur als verdediger speelde.

## Carrière
Appelman begon met voetballen bij HVV Hollandia. In 2001 stapte hij over naar FC Volendam en speelde hij zes wedstrijden. Daarna speelde Appelman bij amateurclubs bij SV Huizen, Quick Boys, Zwaluwen '30 en VV De Zouaven.  Hij beëindigde zijn voetbalcarrière in 2015.
In 2022 werd hij trainer van EVC.  Op 15 januari 2023 verlengde hij zijn contract met één seizoen tot en met juni 2024. 